# 宁波舟山港
宁波舟山港位于中国海岸线的中部、杭州湾南翼、浙江东北部沿海，地处中国海岸线与长江构成的“T型结构”交汇点的南侧，是中华人民共和国重要的集装箱远洋干线港，集装箱航线达236条，其中远洋干线118条，月均航班近1400班。2023年货物吞吐量达到13.24亿吨，居世界港口第1位；集装箱吞吐量3530万标箱，居世界港口第3位。
宁波舟山港是中华人民共和国的主枢纽港之一和重要的大宗商品储运基地。作为中华人民共和国最大的铁矿石中转基地和原油转运基地，重要的液体化工储运基地和华东地区重要的煤炭、粮食储运基地，宁波舟山港承担中国约40%的油品、30%的铁矿石、20%的煤炭储备量，长江经济带45%的铁矿石、90%以上的油品、1/3的国际航线集装箱都在宁波舟山港进行中转运输。
宁波舟山港港区涉及宁波、舟山两地，主要分布在宁波镇海、北仑海岸和舟山群岛沿岸，由位于宁波港域的镇海、北仑、大榭、穿山、梅山等港区，舟山港域的金塘、衢山、六横、岑港、洋山等共计19个港区组成。港区内现有生产泊位624座，其中万吨级以上大型泊位157座，设计吞吐能力7.74亿吨，居中国首位。港区进港航道水深在22.5米以上，港区水深大部分在50米以上，最深处达115米，可供30万吨级巨轮自由进出港，或40万吨级以上超级巨轮候潮进出。
宁波舟山港运营方为宁波舟山港集团。

## 水文地理

### 地理区位
宁波舟山港位于浙江省宁波滨海地区、舟山群岛，是中国重要的远洋干线港。港区地处杭州湾南翼与上海相望，向东为中国东海和太平洋的西缘，南至三门湾与台州相望，西面为沪浙两地大陆岸线，背靠中国腹地，水陆交通均十分便捷。
国际远洋航运方面，船舶自港内启航向东可到达釜山港、东京港等日韩航线沿途的亚洲主要港口，继而进入太平洋后可达到北美洲、大洋洲；向南可经过南海到达新加坡港，继而经印度洋后可到达波斯湾、东非。
国内航运方面，沿中国海岸线北上南下，可到达中国华北、东北、华南地区的各个重要港口；经由长江口行长江航道，可以直接或借由淮河、汉水等水系可到达武汉、重庆等华中、西南的长江中上游主要内河港口；船舶向宁波内河系统转运则可通过甬江，经杭甬运河向北到达钱塘江和京杭运河，并可通达华东主要内河网络。陆路交通方面，经由西向的铁路和公路可到达浙江中西部地区直至中国华中、西南腹地，为距离华中地区最近的海港之一。

### 气候
宁波舟山港地处亚热带季风气候区，气候温和湿润，四季分明，冬、夏季长4个月，春、秋季长2个月，季风交替明显。港区岛屿受海陆风影响，气候与陆地差异明显，风力相对较大，雾日相对更多。港区雾季一般为1月-6月，最盛期在4月-6月，最盛期月平均雾天数为10天-11天，主要雾种为平流雾和岛屿雾。:45,46
港区所处纬度常受冷暖气团交汇影响，天气多变。夏季盛行东南风，受到台风影响较大，台风影响分布的月份从5月直到11月，主要集中在7、8、9三个月，影响持续时间一般在1-2天。台风引起的狂风、暴雨和风暴潮是影响港区作业的主要形式，以石浦港区为例，在2001年前记录的121次台风中，每次都达到大风标准。冬季盛行西北风，气温最低的月份为1月，月平均气温4.8 ℃，故港口一般没有封冻期，较北方港口作业天数相对较长。:72-76

### 水文潮汐
宁波舟山港远洋航道受到两股洋流的影响，一股是自南方而来的北赤道暖流经过港外的东海流向日本；另一股是自北而来的北冰洋寒流绕过日本经过宁波港口外的东海南下，两股洋流均能为船舶提供自然动力。宁波舟山港沿海潮汐属不正规半日期潮型，潮差情况为自甬江、象山港至三门湾自北向南递增，各港区潮差在3-5米不等，潮水从起涨到落平平均历时为12小时25分。:123-124主要水道流速为1-3节，少数急流区流速达到6节。港区内波浪以当地风场形成的风浪为主，兼有外海的波浪传输进来的涌浪，年均波高0.3米，以0.5米波高占多数。:135

### 海岸地貌
宁波舟山港长江三角洲东南部，陆地沿岸海区水深较深，水深大部分在50米以上，最深处达115米；舟山群岛环绕使得海域呈现半封闭状态，一定程度上为港区阻挡了风浪。水域深而风浪小的自然条件，成为了宁波舟山港发展为优良港口的基础。:67港区海岸为长江三角洲冲积平原一部分，底质多为泥质或泥沙混合质。港区后方陆域，在地质构造上属沿海断裂带的东端，其基底岩层为凝灰岩、晶屑熔凝灰岩、流纹岩，岩层以80-110米泥积层为主，砂层、砂砾石及砾石层占的比例很小，地质结构稳定、地貌平坦，具备建筑仓库、堆场和码头的良好地质条件。:87港口海岸线较长，有较大的利用潜力和发展空间。根据《宁波-舟山港总体规划（2014-2030年）》提出的港口岸线利用规划方案，港区共规划港口岸线550千米，其中现已利用236千米。

## 历史沿革

### 古宁波港

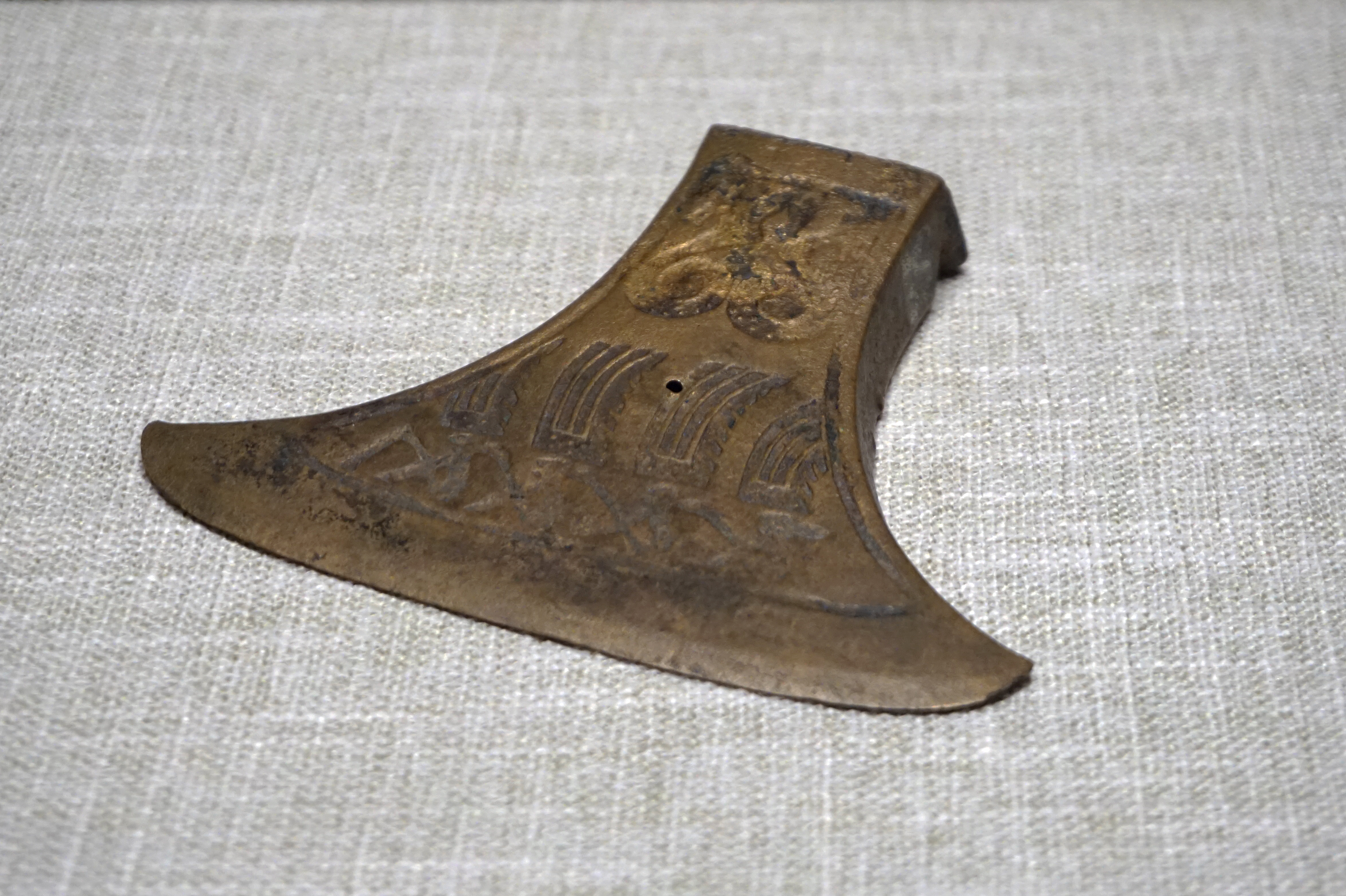
鄞州云龙甲村出土战国羽人竞渡铜钺

宁波开展水运活动的历史最早可以追溯到春秋后期，最早的港口为越国在句章（今宁波市江北区慈城镇南）设立的港埠，今称句章港:46；唐宋时港埠位于明州府治所三江口，今称为明州港；元朝时港埠由庆元市舶司管辖，今称庆元港；港埠于明朝随治所开始称宁波港。
古宁波港自始即依托宁波境内城市的建立和兴起，周元王三年（前473年），越王勾践为向子孙表彰灭吴封伯之功，建立句章城，句章港因此建立。句章港的旧址在城山渡（今宁波市江北区乍山乡城山渡村），东距三江口（今宁波市区）22公里，西距河姆渡约3公里。句章港自建立发展至隋朝一直作为军港存在:46。
唐开元年间，唐政府设明州来管理今宁波所辖区域，所设港埠今称为明州港。长庆元年（821年）明州州治搬迁至三江口，明州港随之搬迁。三江口的陆地和水系较句章更为广阔，为发展港口商贸提供了良好的地理环境基础。而貞觀年间大量兴修的水利以及港口搬迁后开始疏浚的杭甬运河则为港口商贸发展提供提供的更为有利的交通和服务。港口先后开通了高丽、日本和南洋各地的航线，逐渐成为著名外贸港口。宋元两朝设立市舶司管理海外贸易，同时为外贸活动提供舶商免除差役等优惠政策，进一步促进了古宁波港的商贸往来。元朝实行漕粮海运，大量商船沿海岸往来于元大都（今北京）和庆元（今宁波），一批北方商人和商船也开始常驻庆元。元朝也成为了古宁波港发展的一个鼎盛时期。此时，港口商船与东南亚、南亚、西亚和非洲等诸多国家均有贸易往来，进口货物达220余种:5-6，成为与泉州港、广州港并立的三大对外贸易港之一。
明洪武十四年（1381年），为避国号讳，取“海定则波宁”之意，明州府改名为宁波府，辖区港埠自此称为宁波港。明朝建立后，为抵御外逃的元朝残兵和倭寇的侵扰，朝廷实行“海禁”政策，仅允许中日勘合贸易船只停靠宁波。在此期间日本派勘合贸易17次计88艘，船上所“贡物”之外所携私物在民间进行贸易:7-8。十六世纪20年代，葡萄牙商人曾在双屿港开展走私贸易，一度建有市政厅、教堂、医院等建筑，后被明政府清剿。宁波港的海洋贸易受阻后，转而发展国内贸易，承担起南北货转口的作用。
清朝建立后，清政府因抵御南明反清军队和海寇的侵扰，继续实施海禁:619-620。海禁一直延续到康熙二十三年（1684年）清政府颁布“展海令”，“招徕诸国夷人互市”，海禁暂时解除，宁波港设浙海关并开始对外进行有限的开放，每年约585艘商船来往于南洋航线:8。但不到70年，清政府又于乾隆二十二年（1757年）实行广州一口通商，宁波港的海外贸易再次中断。

### 近代开埠

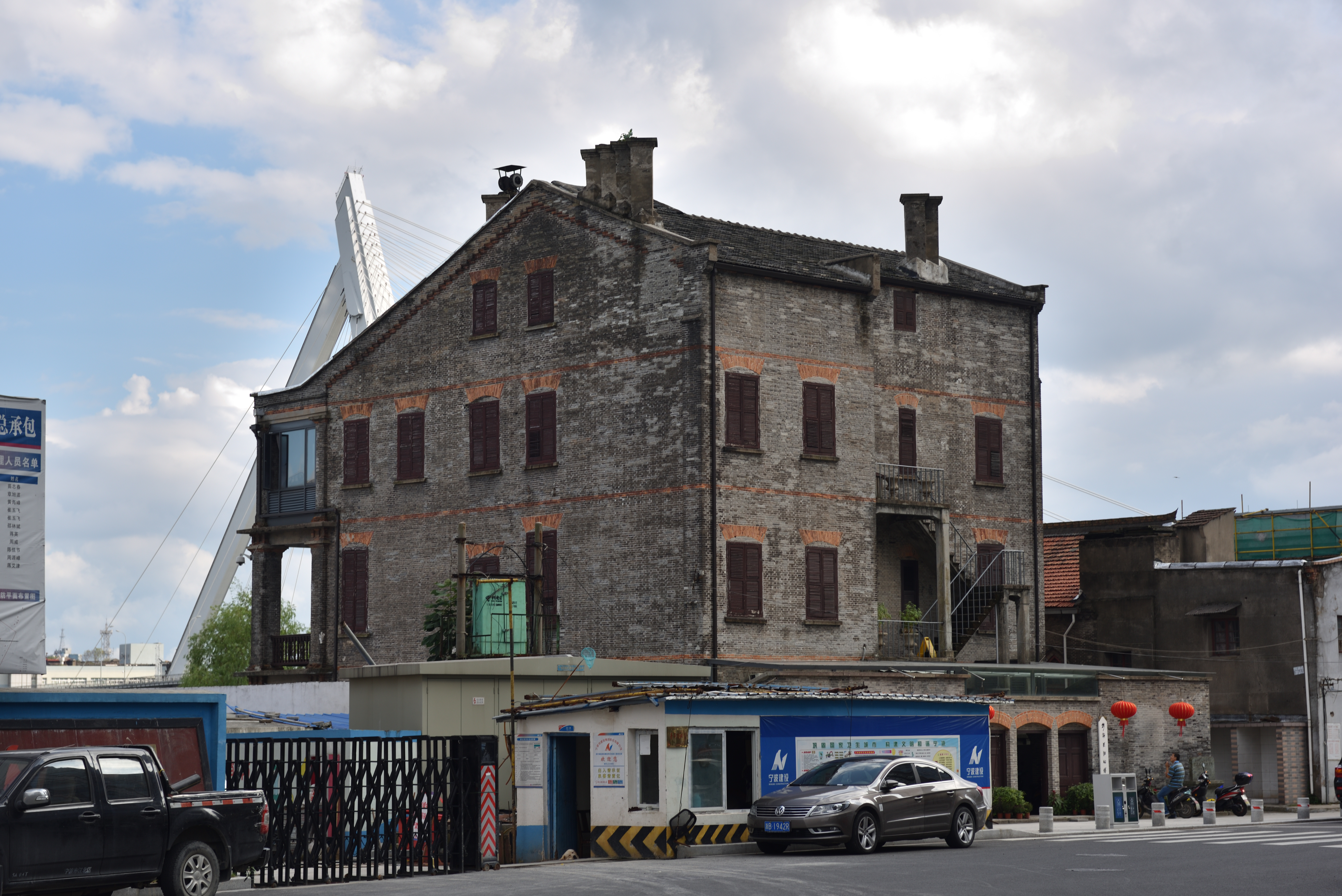
位于宁波江北岸的浙海关税务司旧址

1842年，根据清政府与英国签订中英《南京条约》以及其后补充的《五口通商章程》和《五口通商附粘善后条款》（即虎门条约），宁波与广州、厦门、福州、上海一起成为五个通商口岸，开始开放航运通商。宁波港于1844年1月1日开埠，开埠首年贸易额即达50万元（西班牙元，4.615元合1英镑）:9-10。但此后由于上海港的兴起和杭州、温州开埠的影响，贸易额逐渐下降，港口贸易以转口贸易为主而直接对外贸易额所占比例较低。
鸦片战争后，清政府恢复漕粮海运，宁波北号船帮兴起，并使用中国首艘自办轮船宝顺轮为船队护航。宁波开埠后，由于西方先进技术的进入，宁波港开始由古代帆船码头转变为近代轮船码头。除往来贸易的轮船之外，宁波港先后开通了至上海、舟山、温州、泉州、厦门等地的轮船航线。到了1913年,全年进出宁波港的轮船共计1589艘次，合计吨位191.9万吨。宁波港的港口基础设施也在这一时期实现了近代化，招商局先后在宁波港建修建了位于江北岸的铁木结构千吨级北京码头和三千吨级栈桥式铁木趸船码头，民国时期又有轮埠公司在修建了镇海码头等轮船码头:26-29。
1937年中国抗日战争爆发后，由于日军封锁沿海，宁波港的所有轮船除载旅沪同乡会逃难同乡的轮船外均被迫停航。内河水运亦因为甬江入口以防御日军目的打入的梅花桩而停止。轮船贸易虽在抗战初期因温州、福州等港埠被封锁而一度上升，但是终因战事中断:33-34。1941年4月19日，日军在镇海登陆，20日宁波沦陷，宁波港的港口、码头、航道全部控制在日军海军特务部手中。日军接管招商局后，成立了“东亚海运株式会社”和“中华轮船公司”，以“鸣门丸”、“海通丸”、“万吉丸”和“大华”号等四艘小轮船行驶于沪甬航线，主要运输军用物资。
抗日战争结束后，宁波港的客货航运业务开始逐渐恢复。自1945年冬季开始，相继有“万生”、“江亚”、“江静”等轮船投入沪甬线等定班客货轮中。同时在港口贸易也开始恢复，1946年伊始，中华民国政府布告准许外国船只来宁波港贸易:34-35。至1946年底，宁波进出口船只已达到1172艘次，合计近90万总吨。1947年，中华民国政府给予英、美等国商轮在中国沿海和内江航行的权利，航运业轮船过剩。同时受到国共内战影响，宁波地区工商业萎缩，国内经济不足以支撑航运业发展，宁波港再度衰落。1947年1月至1949年4月间，港口平均每月出入船只仅10余航次，月均进出口货运量仅9000吨，对外贸易几乎完全停止，进出口船只数量稀少。1949年国民政府军队从宁波撤退前，全面破坏了宁波港的码头设施。港内数十艘轮船、三座浮码头等可移动设施均在撤退过程中被转移，宁波港完全瘫痪。

### 中华人民共和国初期

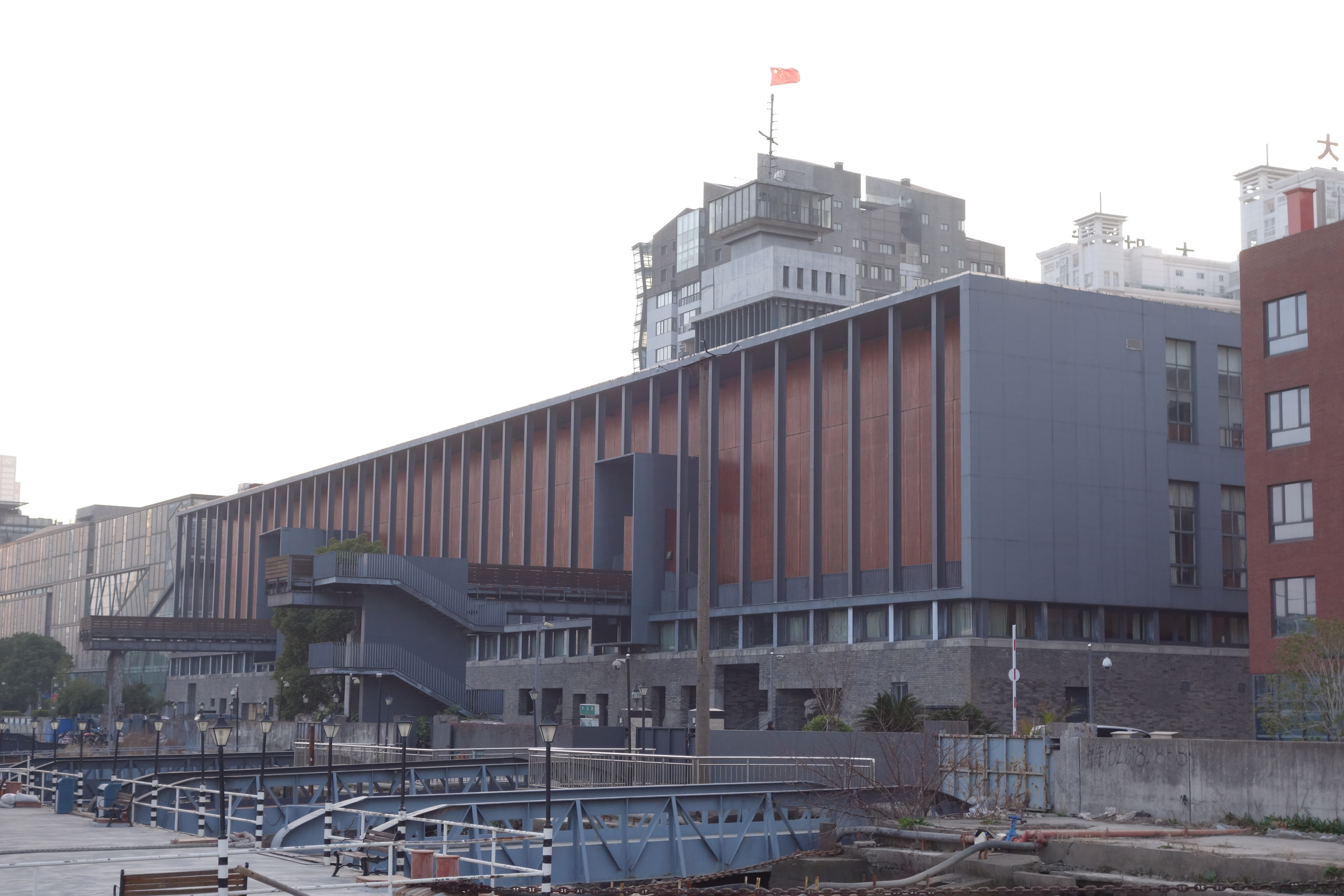
宁波江北岸轮船码头旧址，今为宁波美术馆

1949年5月25日中国人民解放军攻克宁波后成立了宁波市军事管制委员会，由军管会的交通处接管了港口、上海招商局股份有限公司宁波分公司、上海航政局宁波办事处、浙海关。军管会接管时，宁波港基础设施严重短缺，仅有1座趸船、3座浮桥、5幢面积共1900平方米的仓库和2幢办公用房。全港11座码头，仅江天，宁绍、宁兴、太古4座较大码头作简单修理尚可使用。
1950年5月17日定海（今舟山）被解放军完全攻克后，宁波港附近的战事得到缓解，沿海航线逐渐得到恢复，“益众轮”、“小岱山轮”、“新宁余轮”等在战役中被接管的轮船先后投入运营，宁波港至舟山、上海的客货航线相继恢复运营。大陈岛战役后，经宁波市政府批准，并征得上海招商局总局的同意，沪甬客运航线于1951年3月正式恢复。此后，又有“民主19”等轮投入运营。1953年宁波的港口事务交由新成立的“上海港务局宁波港务管理分局”管理，宁波港埠也自此逐渐开始被正式称为“宁波港”。到了1956年，客运量达到79万人次，货运量达到58万吨。
宁波港的货运贸易基础设施也不断完善，到60年代港内利用双线轻便轨道、起重机和皮带输送等方式，基本上实现搬运装卸机械化和半机械化。新的码头设施也不断修建，其中规模较大的有1965年建成的系泊能力1500吨级双联趸浮码头——石浦第二码头:41。
文化大革命开始后，受到政治形势的影响，中国国内生产秩序受到了很大的冲击，宁波港发展缓慢。

### 改革开放后的扩建与发展

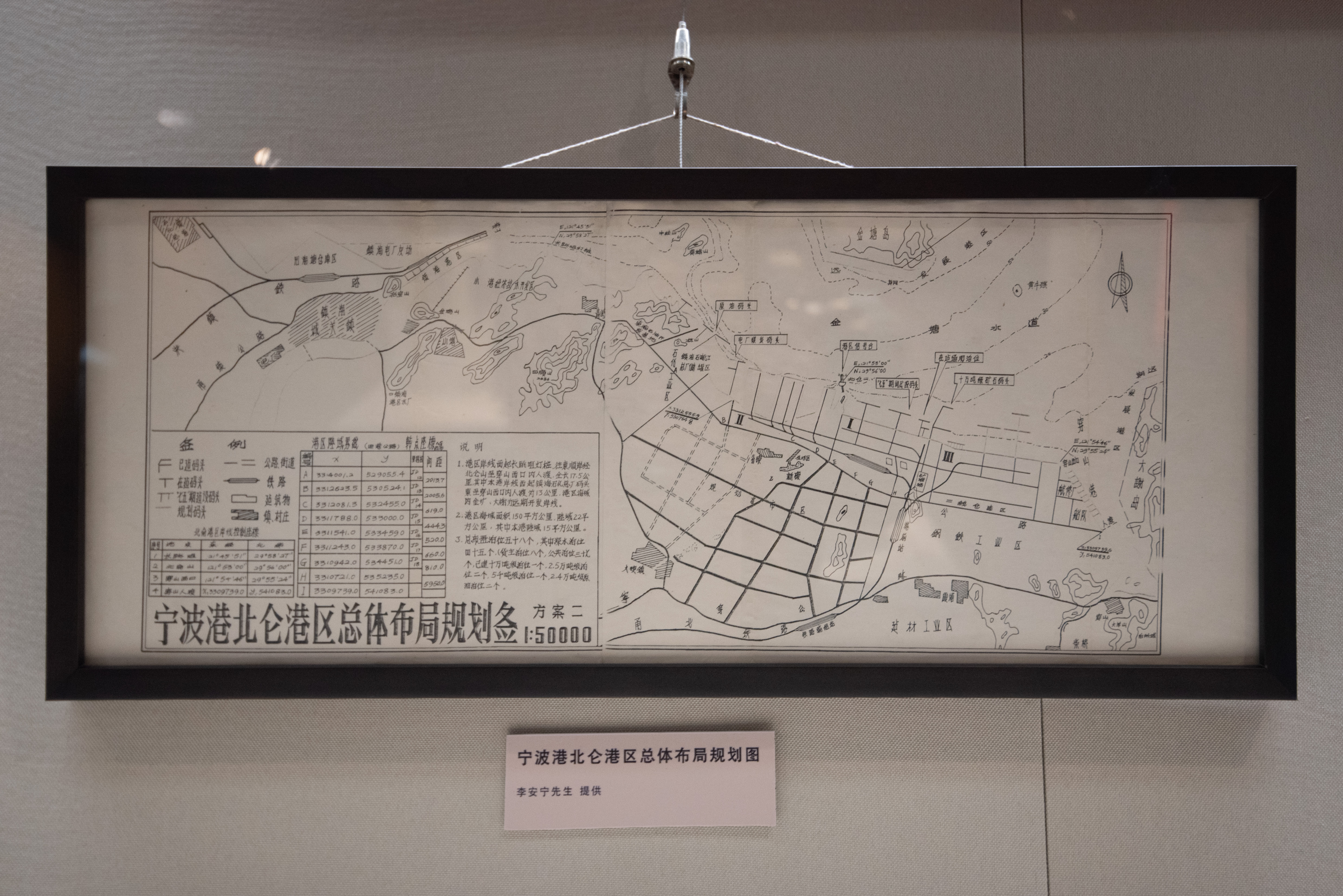
20世纪80年代宁波港北仑港区总体布局规划图

改革开放后，宁波被列为沿海开放城市之一，宁波港逐渐恢复了远洋货运和国际贸易。1979年6月1日经中华人民共和国国务院批准，宁波港重新对外开放，经营进出口商品事务。宁波港区、镇海煤码头、北仑矿石中转码头合并组成交通部宁波港务管理局，宁波港建设指挥部并入浙江北仑港建设指挥部，实行由交通部和浙江省双重领导、以交通部为主的管理体制。随后，根据国务院、中央军委于1986年所做的关于舟山港对外开放的批复（国函〔1986〕54号），沈家门、定海和老塘山三个港区合并为一个港，统称舟山港，舟山港正式对外开放。自此，宁波舟山港的两个港域都实现了对外开放。
同时，宁波港的港口基础设施进入了新一轮的建设。镇海煤码头于1978年竣工，使得港口停泊能力从3000吨级提高到万吨级，为宁波港奠定了由中小型港口过渡到大型港口的基础。为实现镇海煤码头的顺利投用，宁波港此后又对航道组织了疏浚。作为上海宝山钢铁总厂（今宝武钢铁）的配套工程，中国第一个十万吨级的矿石转驳码头——北仑矿石中转码头于1979年1月动工、1982年12月竣工。随后，宁波港又相继建成了中国海上最大的驳油平台——年吞吐功能为400万吨的北仑号驳油平台、中国第一座5000吨级液体化工专用泊位——镇海液体化工专用的泊位等一系列大型港口设施。除港口基础设施外，交通配套设施也实施了同步建设，宁波至北仑港的三十八公里铁路于1984年通车运营。宁波港在这一过程中从河岸港、河口港转为了海峡港。至1985年，宁波港货物吞吐量突破一千万吨，同年还迎来了中国首次十五万吨级海轮进港。
到20世纪90年代，宁波港域港口的基础设施已经相当完备，成为一个大中小泊位搭配、多功能、综合性的港口。港区由与古宁波港一脉相承担负内河运输任务的宁波江北岸老港区、位于甬江河口以石油煤炭运输和转运任务为主的镇海港区、已经承担起集中箱远洋货运任务的北仑港区海峡港组成。对外与63个国家和地区的225多个港口有贸易运输往来，对内与沿海和长江流域15个省市直接相通。港区吞吐能力仅次于上海、大连、青岛、秦皇岛、广州，居中国第6位。

### 21世纪的发展
进入21世纪后，宁波港和舟山港都对港航管理作出了很大变革与积极推进实现航运一体化。根据关于深化中央直属和双重领导港口管理体制改革的意见（国办发〔2001〕91号），宁波港务局于2004年实行政企分开，后于成立2008年实行股份制，创立了宁波港股份有限公司；舟山港航局于2007年实行政企分开，后于成立2010年实行股份制，创立了舟山港务集团有限公司。2006年1月1日开始，宁波舟山港正式启用，原“宁波港”和“舟山港”名称不再使用。2009年10月，随着舟山跨海大桥建成，金塘港区大浦口集装箱码头投入运营，宁波舟山港一体化向前迈进。2015年9月29日，宁波舟山港集团有限公司揭牌，标志着宁波舟山港一体化迈入了实质性阶段，公司于2017年最终实现了重组整合。交通部2018年4月发布公告，自当年5月1日起将交通运输行业标准《中国港口代码》中港口名称的“宁波—舟山”修改为“宁波舟山”。
随着港航管理变革与航运一体化推进的，是港区设施的不断完善和港运规模的不断上升。2006年宁波港域货物吞吐量突破3亿吨全港货物吞吐量首破4亿吨后，港区货运吞吐量继续实现快速增长。2009年末，宁波舟山港年货物吞吐量超过上海港，跃居世界第一。随后宁波舟山港又于2014、2016年连续突破8亿、9亿吨大关。2017年12月27日，宁波舟山港年货物吞吐量突破10亿吨关口，成为全球首个货物吞吐量突破10亿吨的大港。2009年开始实施宁波海铁联运，箱量从2009年的1690标箱增长至2020年的100万标箱，年均增速达78.7%。
2024年時發生了貨船爆炸事故。

## 港区分布

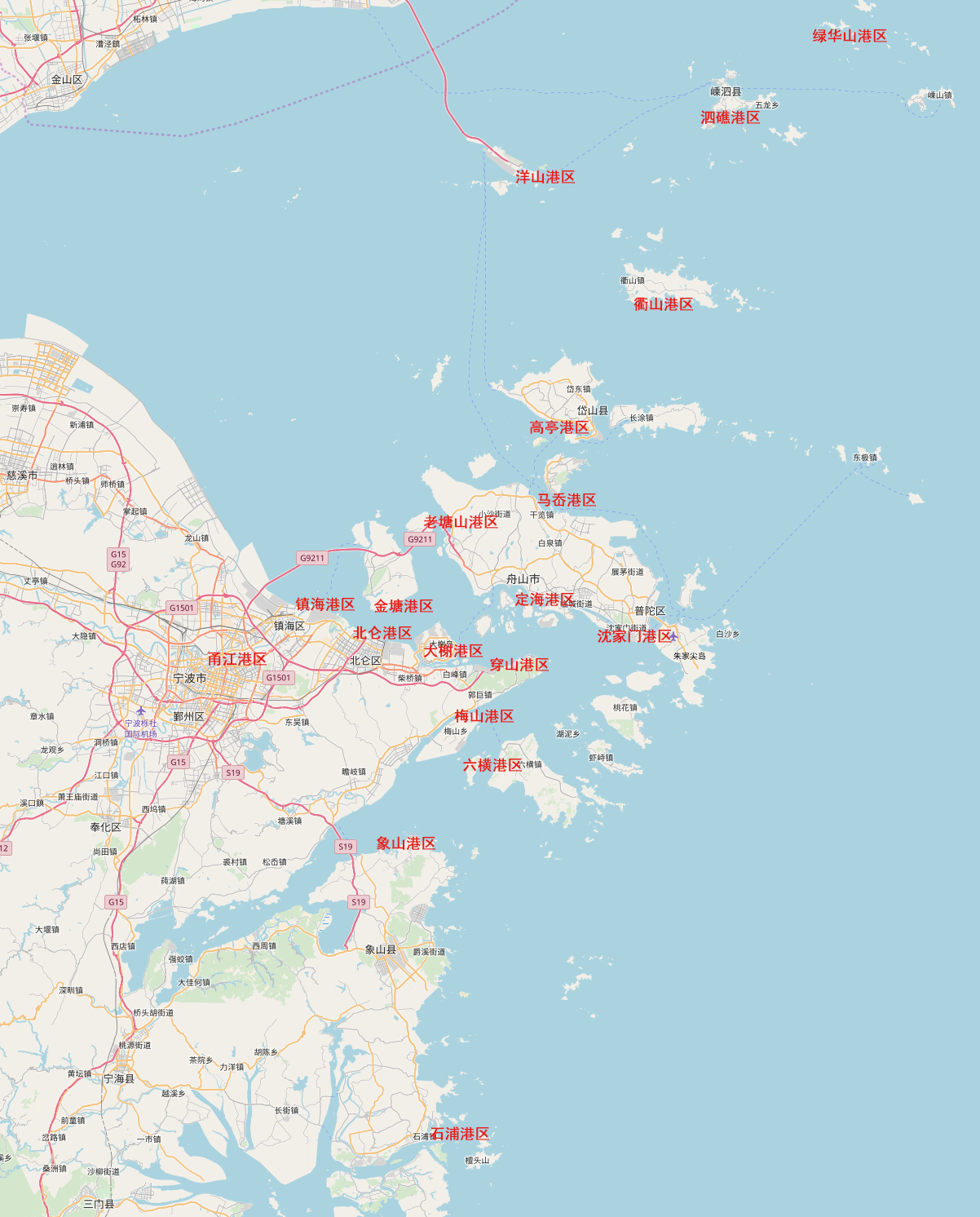
宁波舟山港各港区分布图

根据宁波-舟山港总体规划（2014—2030年），宁波-舟山港水域范围为北至嵊山洋、东达里甩礁、南至三门湾。规划将划分为十九个港区，分三类承担宁波舟山港的运输任务。其中，主要港区共计九个，分别为宁波港域的北仑、穿山、梅山港区和舟山港域的洋山、六横、衢山、金塘、大榭、岑港港区，港区功能以承担综合运输任务为主；重要港区共计五个，分别为宁波港域的镇海港区和舟山港域的嵊泗、岱山、白泉、马岙港区，港区功能以承担服务海洋产业任务为主，并兼顾综合运输；一般港区共计五个，包括宁波港域的石浦、象山港、甬江港区和定海、沈家门港区，港区功能主要为服务地方经济发展。

### 宁波港域
- 北仑港区：位于宁波市北仑区，西起甬江口东岸的长跳咀、东至大榭一桥，以集装箱、大宗干散货、原油、成品油及液体化工品、粮食和杂货运输为主，兼顾邮轮客运。
- 穿山港区：位于宁波市北仑区，范围为整个穿山半岛沿海，西起龙睡宫、南至新碶头，以集装箱、大宗散货运输为主，兼顾液化天然气、成品油及液体化工品运输。
- 大榭港区：位于宁波市北仑区大榭岛，范围包括大榭岛西、北、东三侧沿海区域，以集装箱、原油、成品油及液体化工品运输为主，兼顾临港产业发展。
- 梅山港区：位于宁波市北仑区梅山岛，范围为梅山岛东南沿海，依托梅山保税港区，以集装箱运输为主，兼顾商品汽车滚装运输，发展保税物流功能。
- 镇海港区：位于宁波市镇海，范围包括西起宏远路、东到甬江口导流堤、南延至招宝山大桥的煤炭堆场及以东沿海区域，以煤炭、成品油及液体化工品、杂货运输为主，近期兼顾内贸集装箱运输。目前，港区主要为临近的中国石化镇海炼化分公司提供煤炭原料和成品油运输。
- 石浦港区：位于宁波市象山县石浦镇，位于金星乡、番头乡、高塘岛乡、樊岙乡之间的狭长港湾，西起箬帽山，东至东门岛，北达雷公山、南抵蟹钳咀，主要服务地方经济、临港产业和旅游客运发展，目前是主要的渔业港口。
- 象山港港区：位于宁波市象山县，范围包括象山湾两岸、西起强蛟、东至外干门，主要服务地方经济、临港产业和旅游客运发展。
- 甬江港区，位于宁波市主城区三江口，范围沿甬江两岸、西起甬江大桥、东至招宝山大桥，主要服务地方经济、临港产业和旅游客运发展，目前承担杂货运输。[7]

### 舟山港域
- 洋山港区：位于舟山市洋山岛，范围包括大、小洋山及其周边岛屿，以集装箱干线运输为主，兼顾液化天然气和成品油运输，具备保税、物流、加工贸易等综合服务功能。
- 六横港区：位于舟山市六横岛，范围包括六横岛以及西侧佛渡岛、东侧凉潭、悬山、金钵盂、虾峙等岛屿和北侧湖泥岛等岛屿，以集装箱、铁矿石、煤炭为主，兼顾液体散货运输和临港产业发展。
- 衢山港区：位于舟山市衢山岛，范围包括衢山岛南侧西起小黄沙、东至大沙头西，衢山岛东侧南起大沙头、北至蛇头，以及鼠浪湖岛西南侧，以铁矿石中转运输和原油储运为主，兼顾成品油及液体化工品运输，发展保税仓储和临港产业功能。
- 金塘港区：位于舟山市金塘岛，范围包括金塘岛中南部沿海，西起木岙渔村、东至北岙，以集装箱运输为主，兼顾临港产业发展。
- 岑港港区：又称老塘山港区，位于舟山市定海区岑港街道，范围包括册子岛东侧、外钓岛以及舟山本岛西侧马目山咀至涨次和老塘山周边区域，以原油、成品油及液体化工品和粮食、木材等散货、杂货运输为主，发展原油储运、船舶燃供等功能。
- 嵊泗港区：又称泗礁港区，位于舟山市嵊泗县，范围包括嵊泗列岛中的马迹山及其周边岛屿，以铁矿石中转运输为主，兼顾临港产业发展、城市生活、旅游休闲服务及陆岛运输功能。
- 岱山港区：又称高亭港区，位于舟山市岱山县高亭镇，范围西起小岙村、东至浪激咀，以液体散货运输和临港产业发展为主，兼顾杂货运输、旅游客运及陆岛运输功能。
- 白泉港区：位于舟山市白泉镇，范围西起浪熹、东至梁横山，以液化天然气和散货、杂货运输为主，兼顾集装箱、成品油及液体化工品运输，发展保税物流和临港产业功能。
- 马岙港区：位于舟山市马岙镇，范围包括西起舟山本岛北侧的擂鼓、东至毛峙渔村西侧的小沙作业区，西起毛峙渔村东侧、东至庙山咀的天后宫作业区，西起庙山咀、东至长跳咀东侧的干览作业区（不含西码头中心渔港），以及长白岛西南侧，以成品油及液体化工品和杂货运输为主，兼顾商品汽车滚装运输功能，服务舟山本岛物资运输和临产业发展。
- 定海港区：位于舟山市定海区，范围为岙山岛中南部，主要服务地方经济、临港产业和旅游客运发展。
- 沈家门港区：位于舟山市普陀区沈家门，范围西起鲁家峙大桥、北至观音大桥、南抵朱家尖，主要服务地方经济、临港产业和旅游客运发展。[7][45]

## 主要航线

### 货运航线
宁波舟山港开通有面向中国和世界各国家和地区主要港口的国际货运航线，目前已与世界上100多个国家和地区的600多个港口通航。马士基航运、地中海航运、达飞轮船、长荣海运等全球前20名的集装箱班轮公司均在宁波舟山港开展货运业务。宁波舟山港在国际和地区航线方面运营有，东南亚航线、日韩航线、港澳台航线、中东航线、印巴航线、澳新航线、欧洲航线、红海航线、地中海航线、俄罗斯航线、美洲航线、中南美洲航线、非洲航线，同时还可通达上海港、深圳港、广州港、青岛港、天津港、大连港等中国大陆主要港口。

### 客运航线

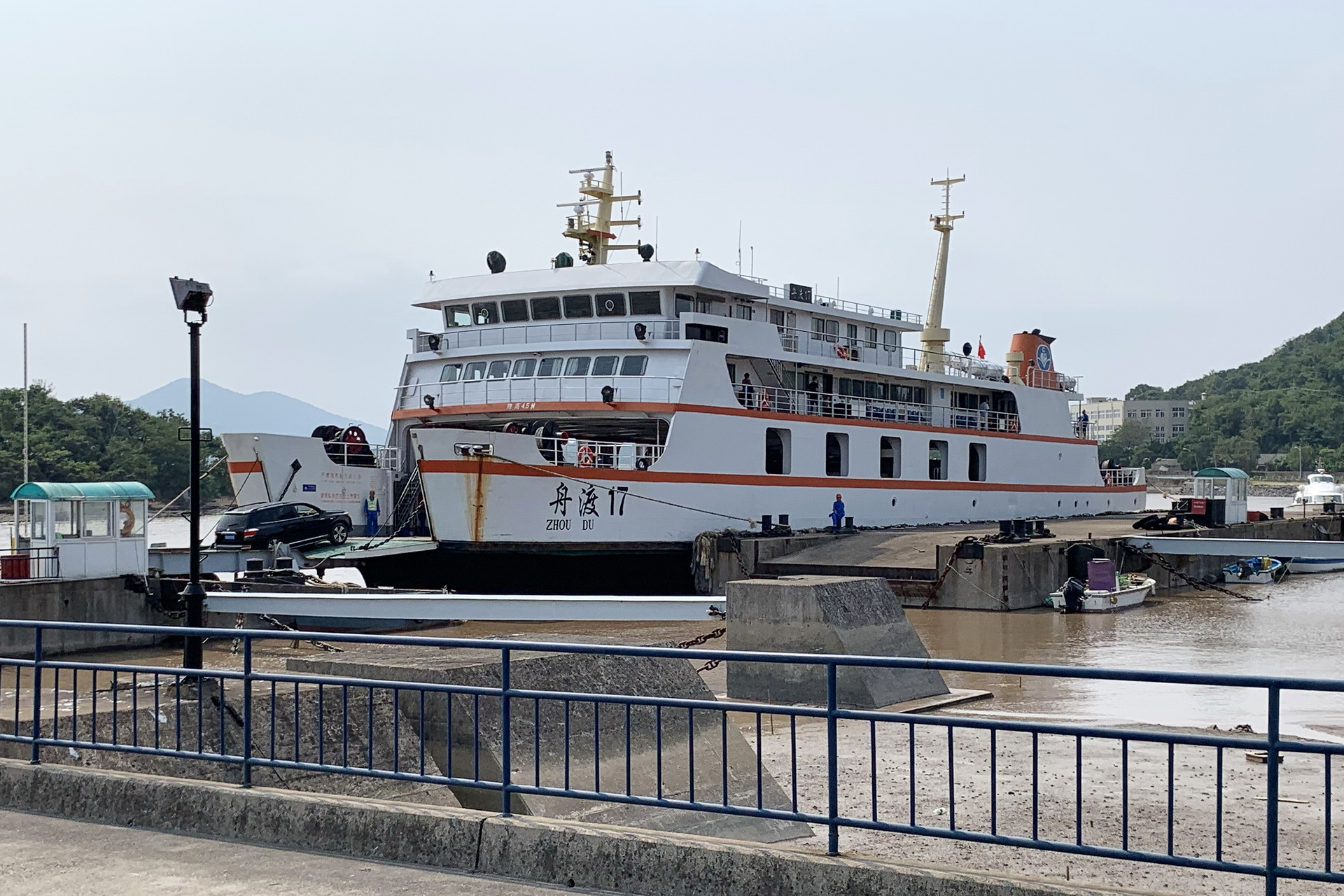
舟山鸭蛋山码头的客滚船

#### 港外客运
由舟山港海通客运有限公司运营有舟山到上海吴淞港、福州马尾港、南通等港口的航线。

#### 港内客运
由舟山海峡渡轮集团有限公司运营有宁波白峰码头至舟山鸭蛋山码头航线，舟山小沙镇至舟山长白岛，舟山三江码头经舟山岱山岛双合码头至舟山小洋山（洋山深水港）航线。由岱山县蓬莱客运轮船有限责任公司运营有宁波镇海经舟山岱山岛高亭码头、舟山衢山岛衢山码头至舟山小洋山（洋山深水港）航线
。由舟山港海通客运有限公司运营有舟山普陀山至舟山沈家门、朱家尖，舟山定海至舟山六横，舟山沈家门至舟山桃花、六横等航线。

## 码头功能服务

### 集装箱
集装箱运输是港区提供的一项重要服务，长江经济带1/3的国际航线集装箱运输量均由宁波舟山港承担，是中国东部的集装箱主枢纽港之一:12。港区集装箱码头资源较为丰富，北仑、大榭、梅山、金塘等港区的七个专业集装箱码头的共28个集装箱专业泊位，设计年吞吐能力达2300万标准箱，并具备接卸全世界最大的1.9万TEU级集装箱货轮的能力:155。截至2016年年底，宁波舟山港集装箱航线达到 232 条，其中远洋干线111条、近洋航线69条。

### 矿石
港区具备进行矿石大量中转储藏和运输的能力，目前港区以铁矿石中储运输为主，是目前中国最大的铁矿石中转基地，长江经济带45%的铁矿石在港区中转，中国30%的铁矿石储备量在港区贮存。开展矿石中储运输业务的北仑港区、穿山港区、老塘山五期码头和鼠浪湖岛等港区和码头，共具备10万吨级以上大型泊位7座，设计年吞吐能力约8000万吨，最大泊位接卸能力达30万吨级并具备兼靠40万吨轮船的能力，南非、澳大利亚、巴西等世界主要铁矿产区的主力船型均能在宁波舟山港靠泊。根据2014年的数据，宁波舟山港全年完成铁矿石接卸约7500万吨（其中宁波港域约6000万吨，舟山港域约1500万吨）。

### 原油

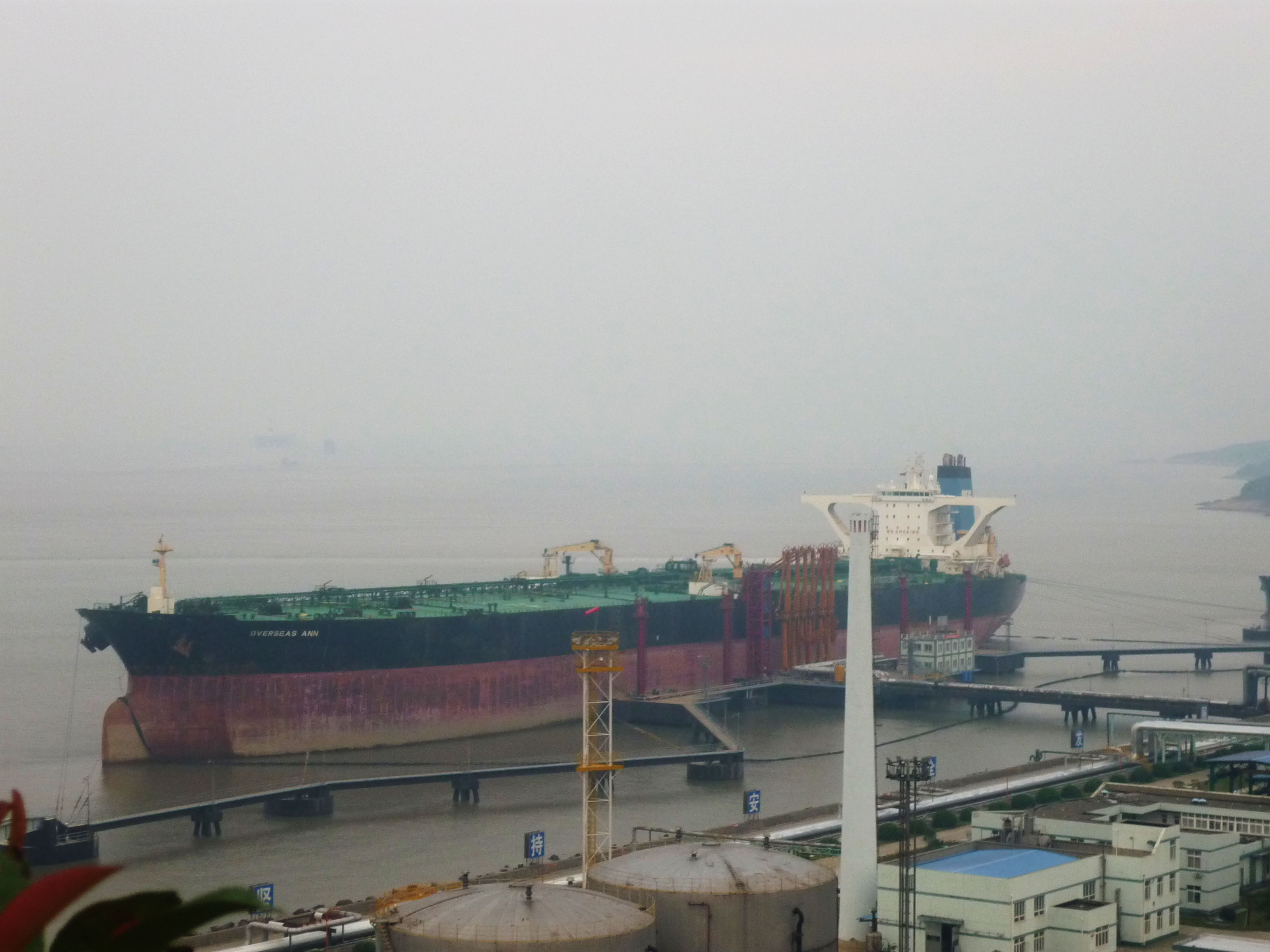
大榭港区原油码头

港区紧靠中国石化镇海炼化分公司，是目前中国最大的原油转运基地。港区原油接驳转运能力较强，在大榭港区、镇海港区算山码头、舟山港区册子岛码头等原油码头已建成投产了4座25万吨级及以上原油码头，最大的大榭港区实华二期码头具备45万吨级靠泊能力，具备靠泊世界最大油轮的能力。港区还配套了管线输送和二程水路运输中转体系，为中石化、中石油、中海油中国三大石油公司及一些地方炼化厂提供原油和成品油。其中，依托甬沪宁管线和沿江管线可实现向宁波、上海、南京的各家企业及沿长江的各炼化厂进行油品运输。此外港区还具备在锚地开展海上锚地过驳作业的能力。根据2014年的数据，宁波舟山港全年完成原油接卸量约4800万吨（其中宁波港域约3400万吨，舟山港域约1400万吨）。

### 液化品
宁波舟山港具备对到港进行液体化工生产品进行中储转运的能力，是中国重要的液体化工储运基地，其中大榭港区有中国最大的MDI生产基地，并集聚了中国石化、韩国韩华等一批知名化工企业。集中进行液化作业的镇海港区、北仑港区、大榭港区具备设施完备的液化作业设施，共有8座万吨级以上泊位，4座千吨级以上泊位，中储的液体化学品数量超过100种。同时，港区中储能力完备，镇海港区化工区共有储罐182个。根据2014年的数据，宁波舟山港全年完成液化品吞吐量约1000万吨。

### 煤炭

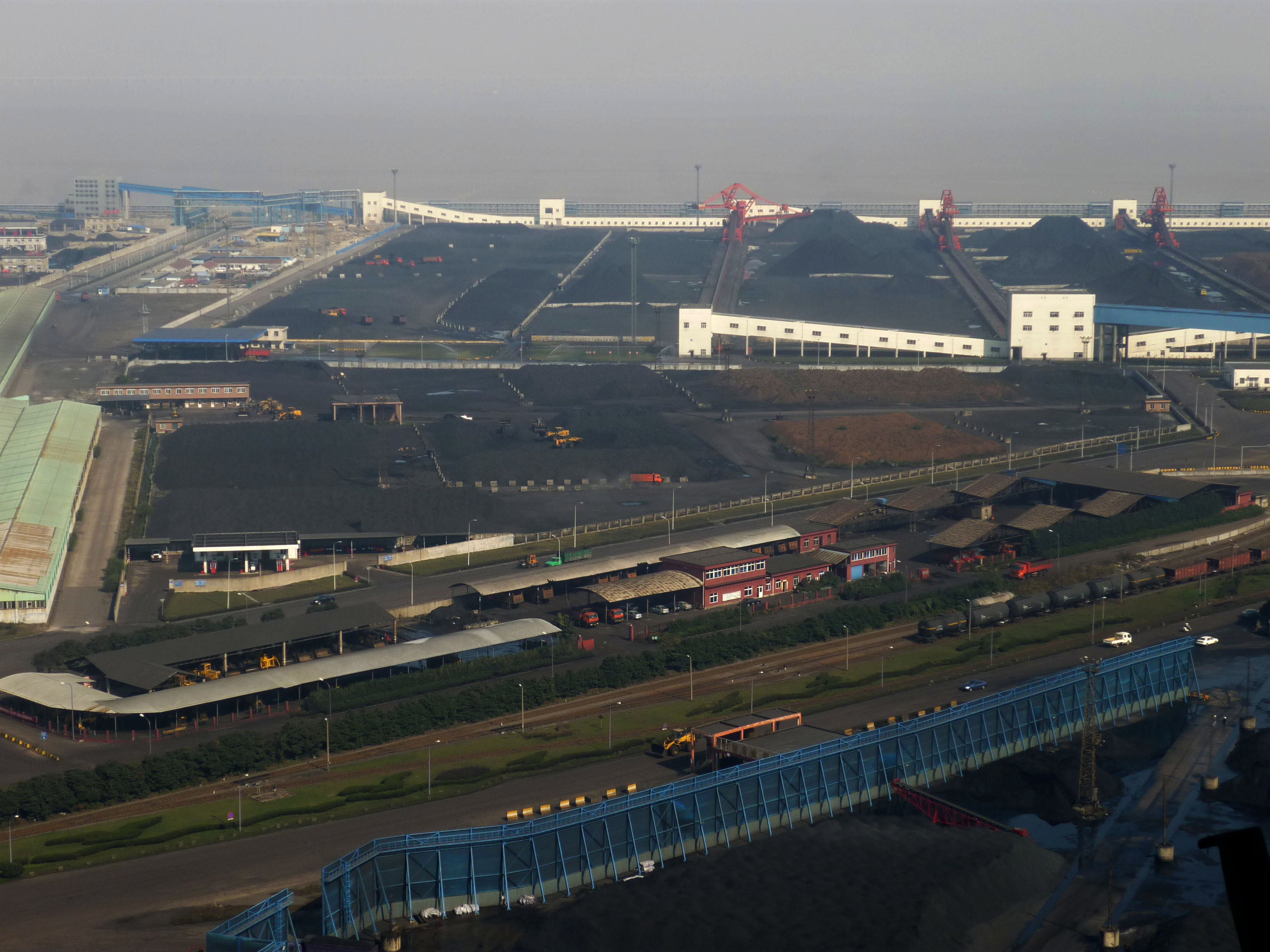
镇海港区煤炭堆场

港区靠近上海宝武钢铁集团等华东煤炭需求集中地，是华东地区重要的煤炭储运基地，承担了全国约20%的煤炭储备量，以中转外贸进口煤炭为主。集中进行煤炭中转的镇海、北仑、穿山三个港区共有服务于煤炭接卸的大型泊位14座，其中10万吨级以上泊位5座，最大靠泊能力15万吨。根据2014年的数据，宁波舟山港全年完成煤炭接卸约8000万吨（其中宁波港域约6400万吨，舟山港域约1800万吨）。

### 件杂货
作为华东地区重要的粮食储运基地和重要的大宗货品接卸港，港区提供了包括接卸粮食在内的件杂货接卸运输服务，可接卸的件杂货种类也较为多样，包括钢材、水泥、原木、沥青、大件设备等。港区的件杂货作业主要集中的镇海、北仑、大榭港区和舟山港域的老塘山港区，有共计14座泊位提供件杂货接卸作业，其中万吨级以上泊位12座。根据2014年的数据，宁波舟山港全年完成件杂货接卸量约2500万吨（其中宁波港域约2000万吨，舟山港域500万吨，干散货的装卸量居世界第一。

### 客运
宁波舟山港还具备提供客运服务的能力，开通有从宁波、舟山到上海吴淞港、福州马尾港、南通港等港口的定期班轮，并提供宁波舟山港区域内的客运服务。所有客运服务目前主要由宁波舟山港集团所属的舟山海通客运有限公司、舟山海峡渡轮集团有限公司进行运营。同时，宁波舟山港还是国际邮轮母港，位于定海、沈家门、普陀山的3个客运站拥有邮轮泊位16个。自2014年10月13日起舟山群岛国际邮轮码头开港投运提供邮轮客运服务。根据全国沿海邮轮港口布局规划方案，宁波舟山港还将进一步发展邮轮业务，长三角邮轮服务将以上海港为始发港并相应发展宁波舟山港。

## 联外交通

### 铁路
宁波舟山港有多班专门服务于海铁联运的班列，2017年海铁联运业务量已经超过40万标准箱。现宁波舟山港开通的常态化海铁联运主要有：鹰潭/上饶－宁波舟山港集装箱五定班列，台州南站、绍兴皋埠站、义乌西站、兰溪功塘站－宁波舟山港集装箱海铁联运班列。此外还开通了至合肥、南昌、襄阳、金华、新疆等地区的班列。2018年又增开了联通西南地区的重庆－宁波舟山港海铁联运班列，联通华中地区的武汉至宁波舟山港海铁联运班列。
根据浙江省、宁波市、舟山市的规划，宁波舟山港将依托铁路运输网络，进一步构建起立足浙江、面向中西部、对接海内外的海铁联运体系。浙江省于2016年提出建设“义甬舟开放大通道”（义乌－宁波－舟山），新建甬金铁路、甬舟铁路，推动建立起连接舟山新区、宁波梅山保税港区、义乌国际贸易改革试验区等开放试验区的综合开放平台，推动中欧、中亚海铁联运班列常态化。宁波市“十三五”港航发展规划则提出，宁波舟山港将建立推动宁波－华东地区集装箱海铁联运通道，建成并投用宁波海铁联运物联网，推动建立国家级海铁联运综合试验区和宁波-华东地区集装箱海铁联运示范通道，推动建设宁波舟山港-浙赣湘（渝川）集装箱海铁公多式联运示范工程，规划2020年前海铁联运量达到50万标准集装箱。

#### 线路
根据规划，宁波铁路枢纽将连接起宁波、舟山与上海、杭州、温州、金华等方向，构建形成放射状环形枢纽的格局。
- 建成线路
  - 杭甬客运专线：连接宁波、杭州和上海的客运专线。
  - 甬台温铁路：连接宁波和台州、温州的客运高速铁路。
  - 萧甬铁路：连接宁波和绍兴、杭州的客货铁路。
  - 甬金铁路：连接宁波和金华、义乌的客货铁路。[75]
  - 宁波铁路枢纽北环线：宁波枢纽北部的货运铁路，通过洪镇铁路、北仑铁路等线路连接各个港区。
  - 洪镇铁路
  - 北仑铁路（北仑支线）
  - 穿山港铁路：连接北仑铁路的货运单线铁路，对接穿山港区。[76]
- 在建线
  - 甬舟铁路：连接宁波和舟山的客货铁路。[77]
- 规划线路
  - 沪嘉甬高铁：跨杭州湾连接宁波和嘉兴的客运高速铁路，并将连接上海、苏州、南通。
  - 甬台温沿海客运专线：连接宁波和台州、温州的客运专线。
  - 沪甬城际：跨杭州湾连接宁波和上海的城际铁路。
  - 杭州湾货运铁路：连接宁波和绍兴、杭州的货运专线。
  - 上海经洋山至舟山铁路：连接上海、洋山深水港和舟山的客货铁路。[73][74]

#### 站点
根据规划，宁波铁路枢纽将构建由多个客运和货运站组成的综合枢纽体系，实现便捷的人员流动和港口货物海铁联运。
- 主要客运站
  - 宁波站：主要客站，接入各条主要客运铁路和城际铁路。
  - 宁波西站（规划）：主要客站，接入各条主要客运铁路和城际铁路，靠近宁波栎社国际机场以实现空铁联运。[73]
  - 舟山站（规划）：主要客站，接入甬舟铁路。[78]、
- 主要货运站
  - 宁波北站：作为编组站和综合货场，集中办理编组和货物装卸任务。
  - 邬隘站：又称宁波铁路集装箱中心站，作为综合货场，集中办理集装箱装卸任务。
  - 宝幢站：危险品货场，办理危险品装卸任务。[73][74]
  - 北仑站
  - 镇海站
  - 金塘站（规划）：位于甬舟铁路的站点，设置集装箱货运站，对接金塘港区。[78]
  - 北仑港站：位于北仑铁路的站点，对接北仑港区，办理集装箱海铁联运业务。[79]

### 公路

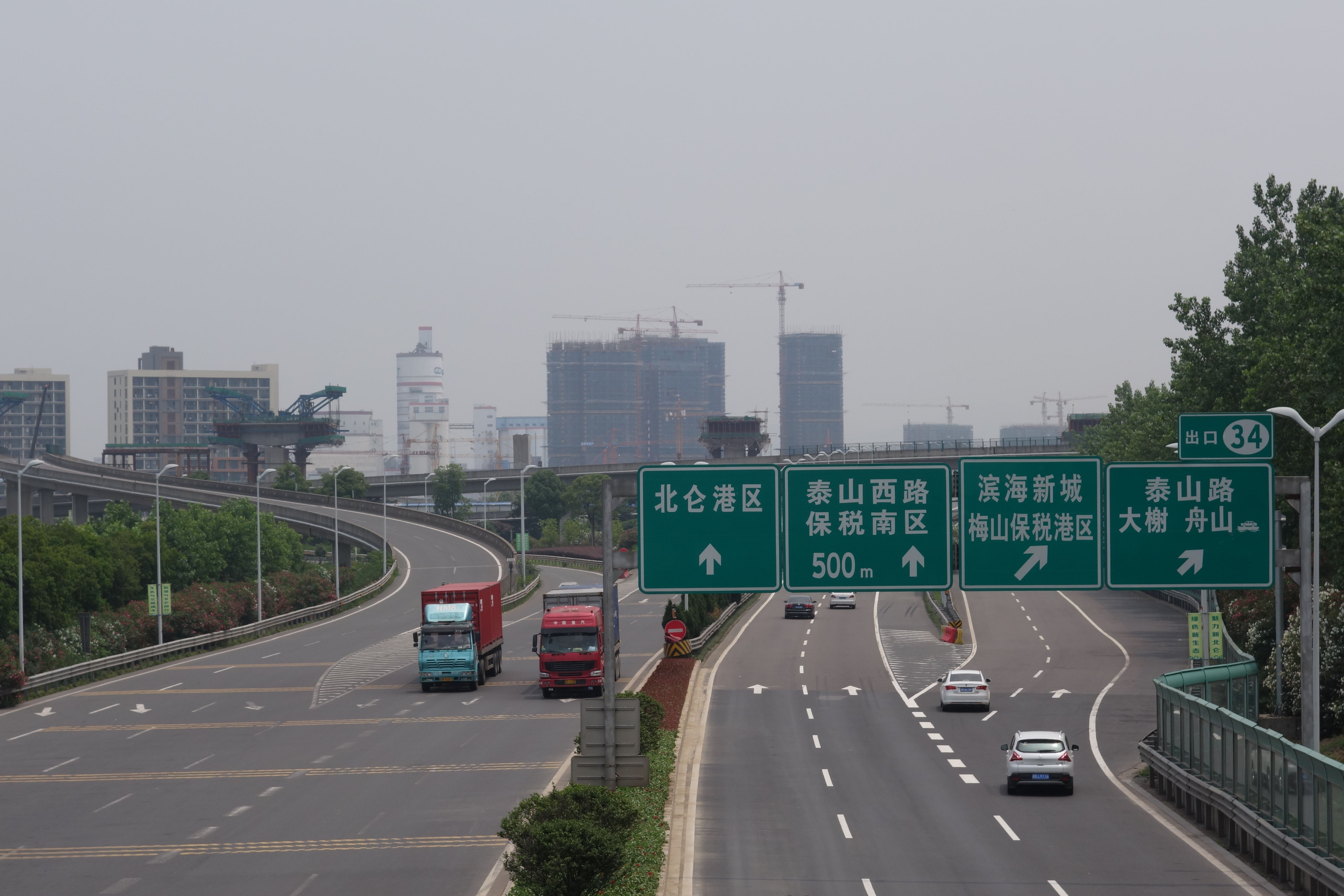
S1大碶疏港高速跨泰山路立交附近

公路是宁波舟山港货物转运的一大主要方式，货物主要以挂式卡车为转运载体，依托宁波和舟山现有的公路网络进行长途转运或转驳其他交通工具。宁波舟山港运营的集运公司现有集卡1082辆，利用绍兴、柯桥、萧山、义乌、富阳提还箱平台，开展双重运输。自2013年起还探索组织了实施北仑区域集装箱陆路高效运输模式。

#### 高速公路
- 建成
  - G15 沈海高速公路：国家高速公路网的沿海干线，向北通过杭州湾宁波通道联通上海并向北抵达华北和东北地区。
  - G1504 宁波绕城高速公路：环绕宁波城区，连接各条主要高速公路。
  - G1512 甬金高速公路：连接宁波和金华、义乌，向西联系G60沪昆高速公路并向西抵达华中和西南地区。
  - G1523 甬莞高速公路(甬台温高速复线)：通过S22象山湾疏港高速公路连接石浦港区，连接宁波和象山、台州、温州并向南抵达华南地区。
  - G92 杭州湾环线高速公路：环绕杭州湾区的地区环线，连接宁波、杭州、上海和沿途主要城市。
  - G9211 甬舟高速公路：连接镇海港区、金塘港区、老塘山港区和定海港区。
  - S1 甬台温高速公路：连接宁波和象山、台州、温州并向南抵达华南地区。
  - S1 大碶疏港高速公路：连接北仑港区和G1504宁波绕城高速公路。
  - S6 定岱高速公路：连接高亭港区和G9211甬舟高速公路。
  - S20 穿山疏港高速公路：连接穿山港区和G1504宁波绕城高速公路。
  - S22 象山湾疏港高速公路：连接S21六横疏港高速公路和G1523甬莞高速公路。
  - S23 石浦疏港高速公路：连接石浦港区和G1523甬莞高速公路。[72][73]

- 规划
  - S1 金塘疏港高速公路：连接金塘港区和北仑港区。
  - S21 六横疏港高速公路：连接六横港区和穿山港区。

#### 国道
- 建成
  - 国道G329（舟山-鲁山公路）
- 在建
  - 国道G228（丹东-东兴公路）
  - 国道G527（象山-义乌公路）[81]

#### 其他主要道路
- 沿海中线快速路（规划，现状为普通公路）：连接梅山港区、六横港区、穿山港区。[73]

### 航空

#### 宁波栎社国际机场

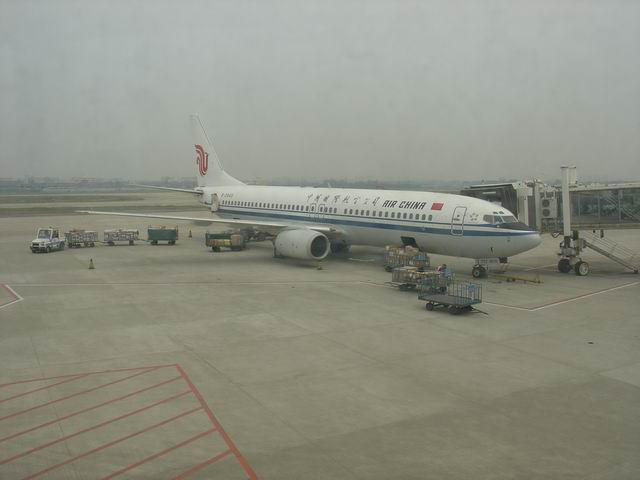
宁波栎社国际机场停机坪

宁波栎社国际机场是一座位于宁波海曙区石碶街道的4E级民用机场。机场飞行区跑道全长3200米，宽45米可起降空客A320、波音737、波音757、波音747等大中型客机，并具有货邮处理能力20万吨的航空货站，具备大宗货物接发能力。机场位于宁波市西南，与宁波机场快速路相连，经过机场快速路可以通过朝阳收费站进入G1504宁波绕城高速公路，并可经G9211甬舟高速公路、G1523甬莞高速公路、S1大碶疏港高速公路、S20穿山疏港高速公路等高速公路到达舟山各主要岛屿和宁波舟山港各主要港区。

#### 舟山普陀山机场
舟山普陀山机场是位于舟山市朱家尖岛的一座4D级民用机场。机场飞行区跑道长2300米、宽45米，具备保障波音757等大型飞机起降的能力。机场通过国道G329与舟山本岛连接，并可经G9211甬舟高速公路到达宁波舟山港各主要港区。

### 内河水运

#### 江海联运
宁波舟山港位于长江入海口附近，地理条件优越，具备承担远洋航运与长江航道航运中转储备的条件，是大宗商品远洋航运与长江航道航运中转储存中心之一，已广泛开展了远洋航运与长江航道航运中转储备业务，承担了货物出入长江航道的运输任务。2016年经中华人民共和国国务院批复，宁波舟山港设立舟山江海联运服务中心，其范围包括舟山群岛新区全域和宁波市北仑、镇海、江东（今属鄞州）、江北等区域，陆域面积约2500平方公里，海域面积约2.1万平方公里。同时，交通运输部将推进长江干线至宁波-舟山港2万吨级江海直达散货船，长三角地区集装箱直达系列船型，江海直达商品汽车滚装船等类型船舶研究，为实现江海直达运输提供条件。规划到2020年将形成长江和长三角地区至宁波舟山港和上海港洋山港区江海直达运输系统。

#### 河海联运

浙东运河（杭甬运河）走向

浙东运河，又称杭甬运河，是京杭大运河的延伸段，中国大运河的组成部分。杭甬运河-京杭运河北起北京，经过杭州，南至宁波，途径天津、河北、山东、安徽、江苏、浙江，南北贯穿连接了中国东部的七个省市，连接中国东部的各个内河网络和长江水系。在中华人民共和国交通运输部2007年颁布的《全国内河航道与港口布局规划》中，京杭运河—杭甬运河是长三角航道网络中的一条骨干线，长三角高等级航道网的组成部分。根据内河航道与港口布局规划，杭甬运河进行了提升航道通航能力的改建，并于2009年完成改建并达到四级航道标准，具备了通行500吨级货轮的能力。2016年1月16日起，杭甬运河宁波段全线正式通航500吨级船舶。截止2017年9月，杭甬运河宁波段年累计货运量已突破200万吨。根据宁波市“十三五”港航发展规划，已有城西港区必利盛500吨级码头、余姚东港区、方桥港区等内河港口开工建设，除宁波内河港外，全省现有杭州港、嘉兴内河港、湖州港、绍兴港、兰溪港、青田港等其他6个内河港口，其中杭州港、嘉兴内河港、湖州港为全国内河主要港口，拥有500吨级以上泊位804个；同时，杭甬运河将进一步与宁波舟山港对接发展发展集装箱河海联运。根据规划，预计到2020年，参与的内河运输企业达20家，投入船舶超过150艘。

## 统计数据
| 年份 | 货物吞吐量 （万吨） | 货物量同比 | 集装箱吞吐量 （万标准箱） | 集装箱量同比 | 旅客吞吐量 （万人） | 旅客量同比 |
| ---- | ------------------- | ---------- | ------------------------- | ------------ | ------------------- | ---------- |
| 2006 | 42,386.90           | 17.96%▲0   | 713.50                    | 35.6%▲0      | 1080.640            | 4.8%▲0     |
| 2007 | 47,336.20           | 11.8%▲0    | 943.10                    | 32.1%▲0      | 1181.10             | 9.2%▲0     |
| 2008 | 52,047.00           | 9.9%▲0     | 1,093.00                  | 15.9%▲0      | 1267.30             | 7.3%▲0     |
| 2009 | 57,684.00           | 10.0%▲0    | 1,050.00                  | -3.9%▼0      | 1299.10             | -2.5%▼0    |
| 2010 | 63,300.50           | 9.7%▲0     | 1,314.70                  | 25.2%▲0      | 674.30              | -48.1%▼0   |
| 2011 | 69,392.70           | 9.6%▲0     | 1,471.90                  | 11.9%▲0      | 650.60              | -3.5%▼0    |
| 2012 | 74,401.40           | 7.2%▲0     | 1,617.50                  | 9.9%▲0       | 438.50              | -32.6%▼0   |
| 2013 | 80,978.30           | 8.9%▲0     | 1,735.10                  | 7.3%▲0       | 350.50              | -20.1%▼0   |
| 2014 | 87,346.50           | 7.9%▲0     | 1,945.00                  | 12.0%▲0      | 332.20              | -5.2%▼0    |
| 2015 | 88,929.50           | 1.8%▲0     | 2,062.60                  | 6.0%▲0       | 325.20              | -2.1%▼0    |
| 2016 | 92,208.40           | 3.7%▲0     | 2,156.10                  | 4.5%▲0       | 300.90              | -8.1%▼0    |
| 2017 | 10,0878.40          | 9.5%▲0     | 2,460.70                  | 14.1%▲0      | 308.50              | 2.5%▲0     |
| 2018 | 10,8439.00          | 7.4%▲0     | 2,635.10                  | 7.1%▲0       | 327.00              | 5.9%▲0     |
| 2019 | 11,2009.00          | 3.3%▲0     | 2,753.00                  | 4.6%▲0       | 319.00              | -2.4%▼0    |
| 2020 | 11,7240.00          | 4.7%▲0     | 2,872.00                  | 4.3%▲0       | 266.00              | -16.6%▼0   |
| 2021 | 12,2405.00          | 4.4%▲0     | 3,108.00                  | 8.2%▲0       | 276.00              | 3.8%▲0     |
| 2022 | 12,6134.00          | 3.0%▲0     | 3,335.00                  | 7.3%▲0       | 0                   |            |
| 2023 | 13,2370.00          | 4.9%▲0     | 3,530.00                  | 5.8%▲0       | 0                   |            |

## 友好合作与友好港

### 友好合作关系
- 马来西亚巴生港
- 德国汉堡港
- 德国威廉港
- 釜山港
- 羅馬尼亞康斯坦察港[108]

### 友好港
- 英国菲利克斯托港
- 法國马赛港
- 義大利利沃尔诺港
- 西班牙希洪港
- 埃及塞得港
- 斯里蘭卡斯卡科伦坡港
- 光阳港[109]

## 所获荣誉
- 世界集装箱“五佳港口”
- 中国企业500强
- 全国文明单位
- 中国港口行业十大影响力品牌
- 中国十大最让人满意港口[110]